# Sint-Jan de Doperkerk (Oerle)
De Sint-Jan de Doperkerk is de kerk van het dorp Oerle in de Nederlandse gemeente Veldhoven.
De kerk is ontworpen door architect Wilhelmus Theodorus van Aalst. De bouw duurde van april 1911 tot mei 1912. Het kerkgebouw ligt prominent in het dorpscentrum, op de hoek van de Oude Kerkstraat en de Zittardsestraat. Het heeft de status van rijksmonument vanwege de neogotische bouwstijl. Deze stijl is kenmerkend voor een Brabantse dorpskerk uit het begin van de twintigste eeuw.
Op de locatie van het huidige kerkgebouw hebben ten minste drie vroegere kerken gestaan, te weten een kerk van vóór 1250, een zaalkerk van rond 1450 en een koepelkerk van 1877.

## Geschiedenis

### De middeleeuwse kerkgebouwen
Uit een akte blijkt dat er al in het jaar 1250 een kerk stond in Oerle. In dat jaar droeg Berta van Oerle de patronaatsrechten van de Oerlese kerk over aan de Abdij van Floreffe. Vervolgens werden in 1254 alle allodiale bezittingen van de familie van Oerle, inclusief het kerkgebouw, verkocht aan de abdij. Hierdoor werd Oerle een parochie van de Abdij van Postel, waarvan de Abdij van Floreffe de moederabdij was.
Een oorkonde uit 1281 maakt duidelijk dat de kerk op een omgracht terrein stond. Oudere documenten melden dat op dit terrein ook het adellijke huis van de familie van Oerle zou hebben gestaan. Van dit huis en van deze kerk zijn nooit sporen teruggevonden, maar mogelijk liggen deze nog verborgen onder de huidige kerk.
Wel werden tijdens archeologisch onderzoek tussen 1981 en 1986 sporen van de gracht en twee boomstamputten gevonden. De gracht moet daar van de elfde tot en met de dertiende eeuw hebben gelegen. Een brede en diepe gracht lag rond het terrein waar nu de kerk, de pastorie en het kerkhof zich bevinden. Daarop aangesloten was een smallere gracht die het huidige dorpsplein omringde.
Rond 1450 werd een nieuwe kerk gebouwd. Deze bakstenen zaalkerk werd rond 1480 aan de oostzijde uitgebreid met een koor en in 1519 uitgebreid met twee zijkapellen. Na de Vrede van Münster in 1648 werden alle katholieke goederen overgenomen door de staat. De middeleeuwse kerk van Oerle, die tot dan toe in het bezit was geweest van de Abdij van Postel, werd in gebruik genomen door protestanten. De katholieke gelovigen moesten uitwijken naar een schuurkerk op het plein van het nabijgelegen gehucht Zandoerle.
Op 9 mei 1754 brak er tijdens een zwaar onweer brand uit in de kerktoren. De klok viel naar beneden en kon niet meer hersteld worden. Het dorpsbestuur, dat eigenaar was van de toren, moest 2000 gulden lenen voor het herstellen van de toren en het gieten van een nieuwe klok.
In 1798 werd de kerk van Oerle weer overgedragen aan de katholieken.

### De Koepelkerk
In 1877 werd besloten tot de bouw van een nieuwe kerk, ontworpen door architect Lambert Hezenmans uit 's-Hertogenbosch. De nieuwe kerk werd gebouwd in neogotische stijl en werd vast tegen de bestaande vijftiende-eeuwse kerktoren aan gebouwd. De kerk kreeg de bijnaam Koepelkerk, vanwege de grote, achtkantige koepel die op de kruising was geplaatst.
De Koepelkerk bleek echter van een slechte kwaliteit te zijn. Er trad verzakking op doordat het gebouw deels op de zware, vijftiende-eeuwse fundering was gebouwd en deels op een te lichte, nieuwe fundering. De muren liepen vochtschade op en er ontstonden scheuren in de hoeken van de koepel. Tijdens een bouwkundig onderzoek in 1909 bleek het instortingsgevaar te groot en werd besloten tot afbraak.

### Het huidige kerkgebouw

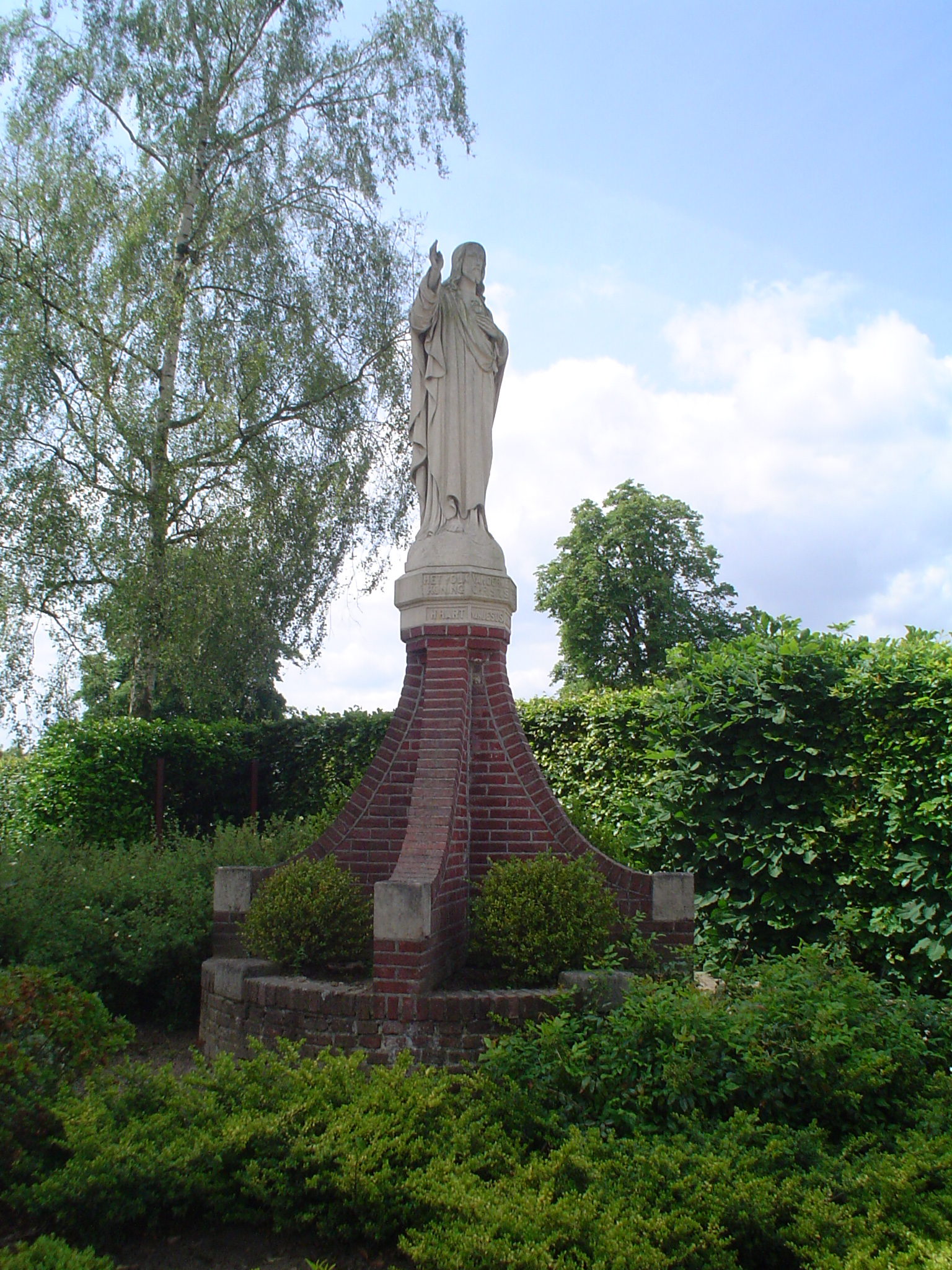
Het Heilig Hartbeeld uit 1921

Op 28 april 1911 werd een houten noodkerk ingezegend en in gebruik genomen. Daarna werd de Koepelkerk afgebroken, inclusief de kerktoren uit de vijftiende eeuw. Deze kerktoren was tot dan toe eigendom geweest van de gemeente Oerle. Het gemeentebestuur schonk de toren en de klokken aan de parochie, ondanks protest van de toenmalige burgemeester van Oerle, Augustinus van den Heuij. Het puin van de oude kerk werd gebruikt voor de wegverharding van de Zittardsestraat.
De eerstesteenlegging voor de nieuwe kerk vond plaats op 10 augustus 1911. Architect en bouwmeester van de kerk was Wilhelmus Theodorus van Aalst uit 's-Hertogenbosch. De bouw werd uitgevoerd door een aannemer uit Oirschot. Twee klokken uit 1755 die in de oude kerktoren hadden gehangen werden vergoten tot drie nieuwe klokken. Op 1 mei 1912 kon de nieuwe kerk worden ingezegend. De bouw had uiteindelijk 42.240 gulden gekost.
Het Heilig Hartbeeld aan de voorzijde van de kerk, een beeldhouwwerk van Jan Custers uit Eindhoven, werd op 30 maart 1921 ingewijd. In 1927 werd de kerk op het elektriciteitsnet aangesloten. Voorheen werd de kerk verlicht door middel van olielampen.
Tijdens de Tweede Wereldoorlog liep de kerk averij op. Op 31 december 1942 werden de twee grote klokken, die 700 en 350 kilo wogen, door de Duitsers uit de kerktoren verwijderd. Op 2 januari 1942 werd de kleine klok van 200 kilo weggehaald. Op 17 september 1944 brachten de Duitsers hun munitie op het nabij gelegen vliegveld tot ontploffing, waardoor vele ramen in de kerk zwaar werden beschadigd. De weggehaalde klokken werden in 1950 vervangen door drie nieuwe klokken, voor een bedrag van ongeveer 8000 gulden.
Op 14 juni 1954 werd een nieuw hoogaltaar ingewijd. Het nieuwe altaar was ontworpen door architect Bernardus Joannes Koldewey uit Voorburg. Het oude hoogaltaar, dat nog afkomstig was uit de Koepelkerk, werd in gebruik genomen als zijaltaar.
In 1986 werd de bestrating van het kerkplein vernieuwd, waarbij tussen de klinkers keien werden geplaatst om de fundamenten van de vroegere kerkgebouwen uit 1450 en 1877 te markeren.

## Architectuur

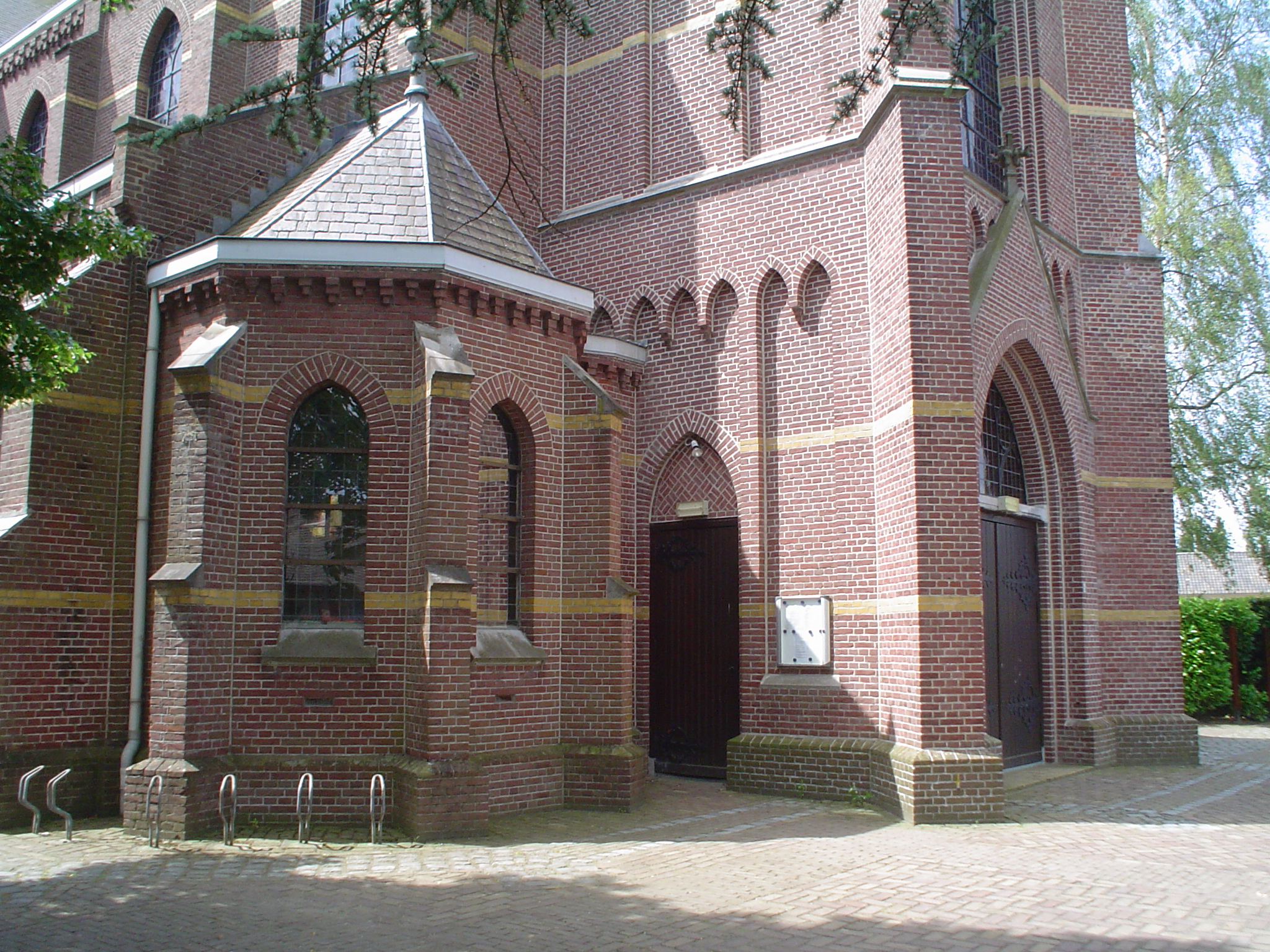
De hoofdingang van de kerk met links daarvan de noordoostelijke zijkapel

De kerk is opgetrokken uit een bruinrode baksteen met ter verfraaiing enkele regels gele baksteen. Het gebouw is uitgevoerd als een kruiskerk met enkelvoudige zijbeuken. Het schip is voorzien van steunberen. Het priesterkoor en het transept bevatten hoge, slanke spitsboogramen. Op de kruising staat een kleine klokkentoren, een zogenaamde angelustoren.
De 47 meter hoge kerktoren telt vier geledingen. De achtkantige torenspits is bedekt met leisteen en omringd door een balustrade.
Links en rechts van de toren liggen twee veelhoekige zijkapellen.
Binnen in de kerk worden de gepleisterde, stervormige gewelven geaccentueerd door onbeschilderde bakstenen in de zuilen, ribben en profielen. Kenmerkend voor de architect zijn de grote, overstekende platen van de kapitelen, de blinde spitsbogen in het triforium onder de ramen van het schip.

## Interieur
Het houten zijaltaar uit 1881 is afkomstig uit de oude Koepelkerk en deed tot 1954 dienst als hoogaltaar. Het zijaltaar is gewijd aan Johannes de Doper en bevat een altaarsteen met de relikwieën van de heilige martelaren Vitalis en Blandina.
In de zijbeuken hangt een serie van veertien schilderingen, waarop het lijden van Jezus is afgebeeld. Deze kruisweg is vervaardigd in de periode 1902-1904 door Johannes Franciscus Kops uit 's-Hertogenbosch.

## Cultuur
De beschermheilige van de kerk is Johannes de Doper. Zijn sterfdag wordt herdacht op 29 augustus, St. Jan Onthoofding. Op die dag wordt de Johannes-schotel in de kerk getoond. Dit is een eikenhouten schotel met daarop het hoofd van Johannes de Doper afgebeeld. De Oerlese Johannes-schotel werd vervaardigd in het begin van de zestiende eeuw en is in bruikleen afgestaan aan het Museum voor Religieuze Kunst in Uden. In de kerk wordt een replica gebruikt.
In Oerle wordt ook jaarlijks de Sint-Janstros bij voordeuren opgehangen. De Sint-Janstros is een boeket, bestaande uit kruiden, bloemen en bladeren die op St. Jansdag geplukt zijn. De tros bestaat minimaal uit bladeren van de notenboom, korenbloem en het Sint-Janskruid. Het beschermt volgens het volksgeloof tegen blikseminslag, ziekte, brand en boze geesten.
De legende verhaald dat Johannes de Doper, op de vlucht voor zijn vijanden, 's nachts moest onderduiken bij vrienden. Een verrader had echter het betreffende huis gemarkeerd door een boeket aan de deurpost op te hangen. De volgende dag leek er een wonder geschied, want aan alle deurposten hing een tros bloemen, waardoor de verblijfplaats van Johannes de Doper verborgen bleef.